# Liste der Monuments historiques in Landresse
Die Liste der Monuments historiques in Landresse führt die Monuments historiques in der französischen Gemeinde Landresse auf.

## Liste der Objekte
| Bezeichnung                                                                 | Beschreibung                                    | Standort                       | Kennzeichnung | Schutzstatus | Datum | Bild |
| --------------------------------------------------------------------------- | ----------------------------------------------- | ------------------------------ | ------------- | ------------ | ----- | ---- |
| Prozessionskreuz                                                            | Kupfer, versilbert, Anfang des 16. Jahrhunderts | in der Kirche St-Pierre (Lage) | PM25000842    | Classé       | 1908  |      |
| Adlerpult                                                                   | Holz, 18. Jahrhundert                           | in der Kirche St-Pierre (Lage) | PM25000845    | Classé       | 1962  |      |
| Gemälde Maria Trösterin der Betrübten                                       | Ölfarbe auf Leinwand, 18. Jahrhundert           | in der Kirche St-Pierre (Lage) | PM25002180    | Inscrit      | 2003  |      |
| Gemälde Der heilige Simon Stock empfängt den Skapulier von der Gottesmutter | Ölfarbe auf Leinwand, 18. Jahrhundert           | in der Kirche St-Pierre (Lage) | PM25002181    | Inscrit      | 2003  |      |
| Gemälde Vier Märtyrer                                                       | Ölfarbe auf Leinwand, 17. Jahrhundert           | in der Kirche St-Pierre (Lage) | PM25002182    | Inscrit      | 2003  |      |
| Glocke                                                                      | Bronze, 1634 in Nimwegen gegossen               | in der Kirche St-Pierre (Lage) | PM25000843    | Classé       | 1942  |      |
| Glocke                                                                      | Bronze, 1787 gegossen                           | in der Kirche St-Pierre (Lage) | PM25000844    | Classé       | 1942  |      |